# Tarata
A cidade peruana de Tarata é a capital da Província de Tarata, situada no Departamento de Tacna, pertencente a Região de Tacna, Peru.